# Roststjärtad smaragd
Roststjärtad smaragd (Amazilia tzacatl) är en fågel i familjen kolibrier.

## Utseende och läte
Roststjärtad smaragd är en vacker, medelstor kolibri. Den liknar yucatánsmaragden med helgrön kropp, röd näbb och roströd stjärt. Buken är dock smutsigare gråaktig och det roströda på stjärten är mer utbrett. Stjärten är också inte lika kluven.

## Utbredning och systematik
Arten förekommer från östra Mexiko söderut genom Centralamerika till västra Ecuador. Den delas in i fem underarter med följande utbredning:
- Amazilia tzacatl handleyi, "Escudosmaragd" – förekommer på ön Isla Escudo de Veraguas (i Karibiska havet utanför nordvästra Panamas kust)
- tzacatl-gruppen
  - Amazilia tzacatl tzacatl – förekommer från östra Mexiko (södra Tamaulipas) till centrala Panama
  - Amazilia tzacatl fuscicaudata – förekommer i norra och västra Colombia till västra Venezuela
  - Amazilia tzacatl brehmi – förekommer i Colombia (Nariño)
  - Amazilia tzacatl jucunda – förekommer i sydvästra Colombia och västra Ecuador, samt på ön Isla Gorgona (väster om Colombia)

## Levnadssätt
Roststjärtad smaragd hittas i fuktiga tropiska låglänta områden. Den föredrar skogsområden, ungskog och trädgårdar där den födosöker lågt och ibland besöker kolibrimatare.

## Status och hot
Arten har ett stort utbredningsområde, men tros minska i antal, dock inte tillräckligt kraftigt för att den ska betraktas som hotad. Internationella naturvårdsunionen IUCN listar arten som livskraftig (LC). Beståndet uppskattas till i storleksordningen fem till 50 miljoner vuxna individer.

## Bildgalleri

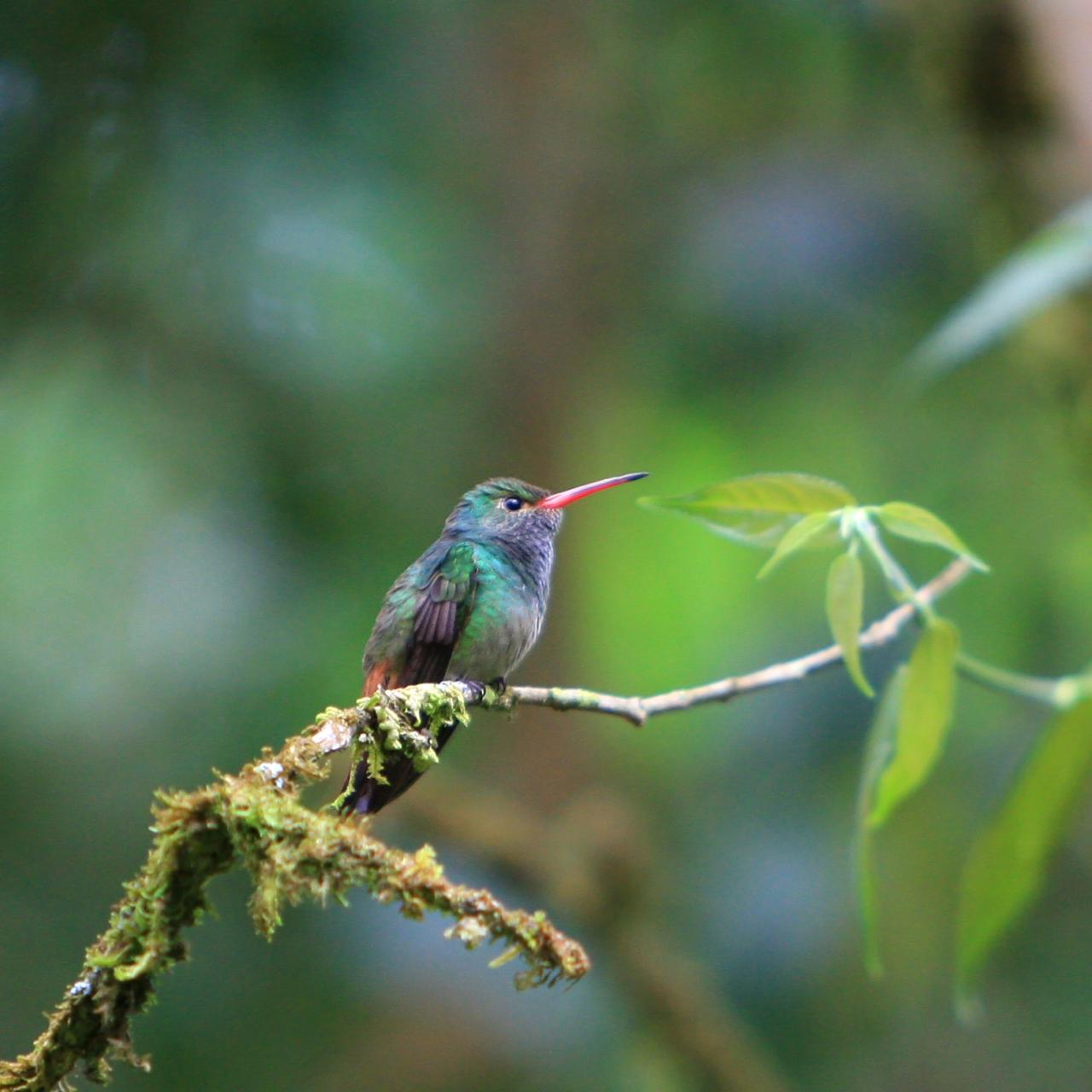
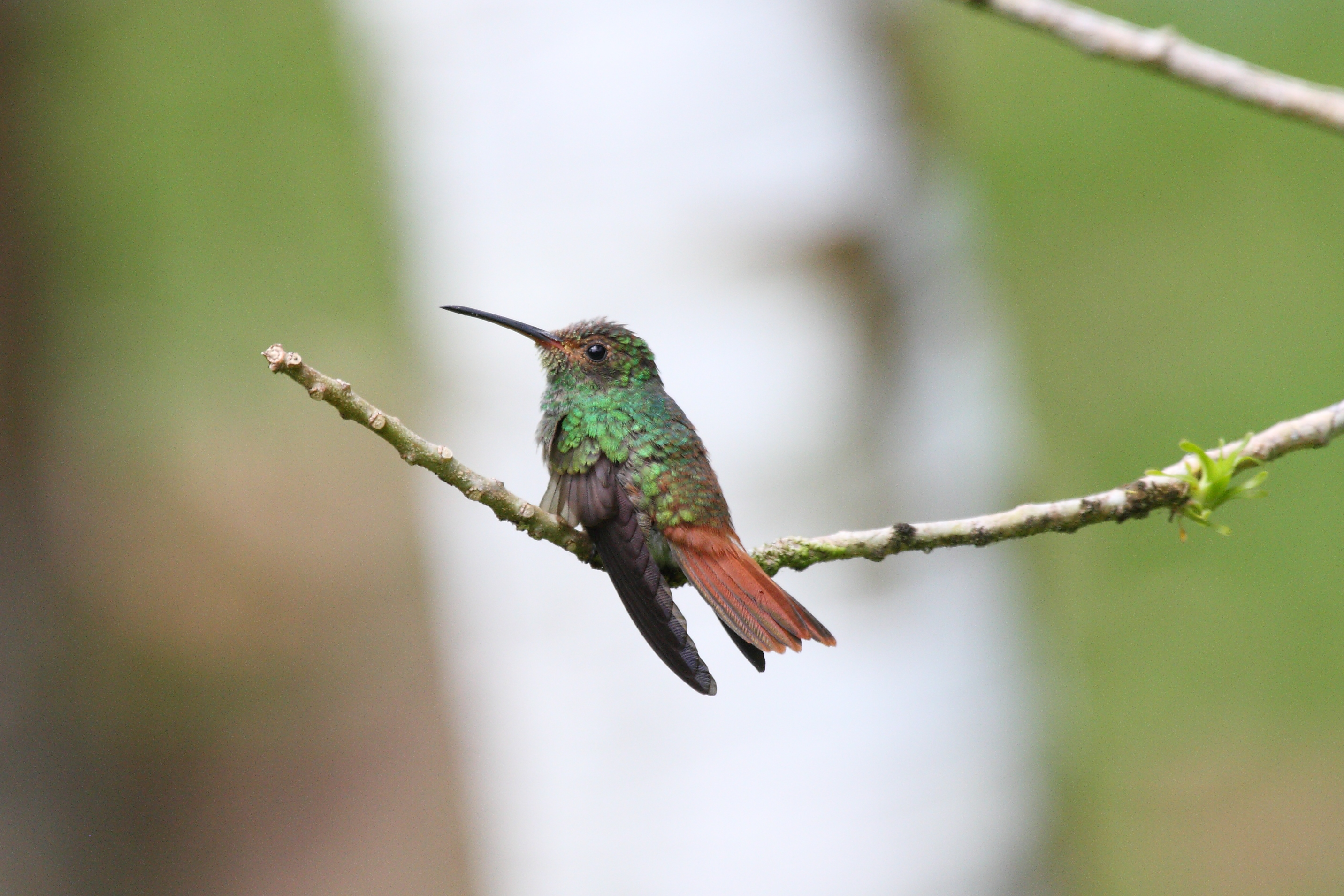
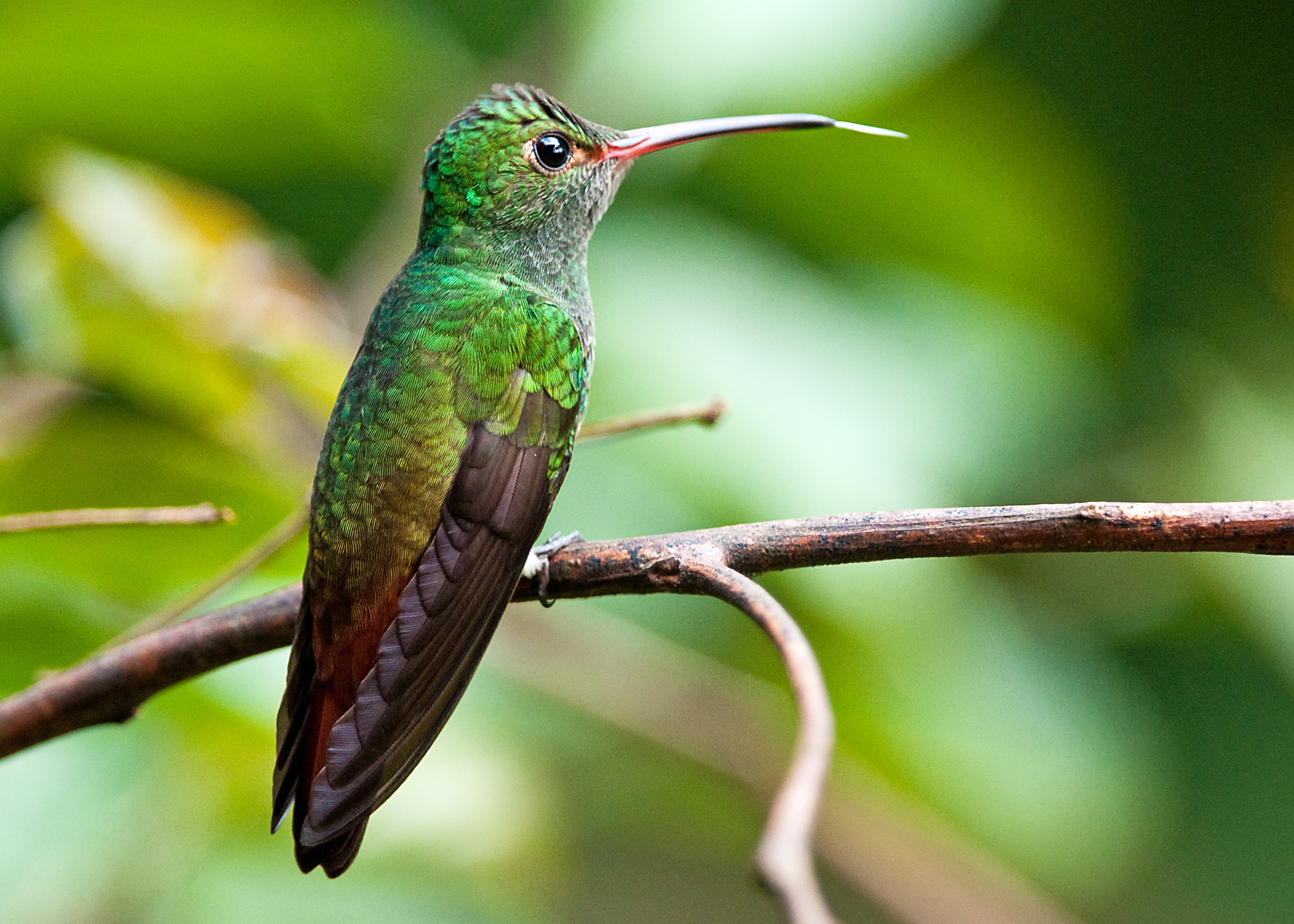
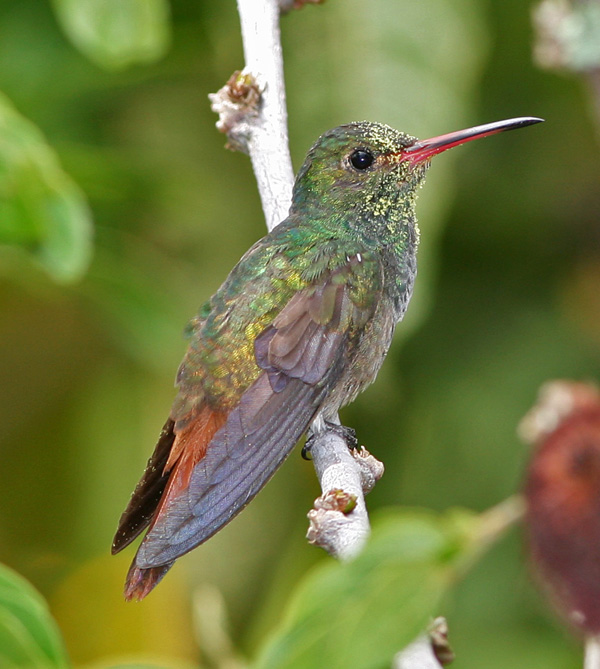
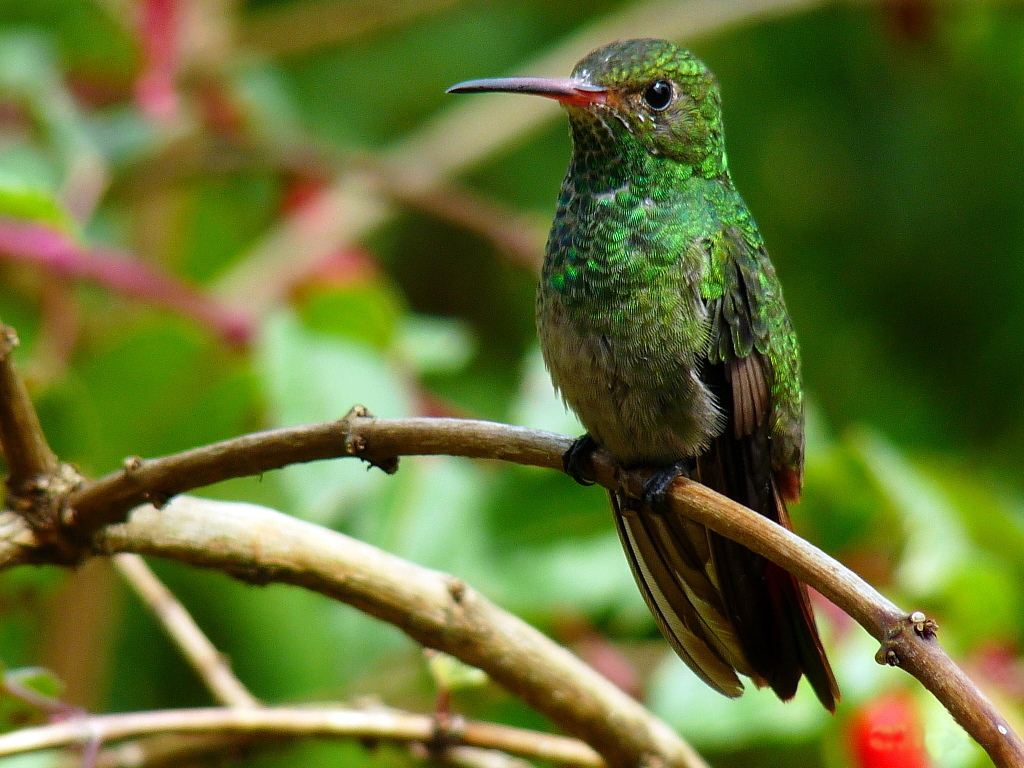
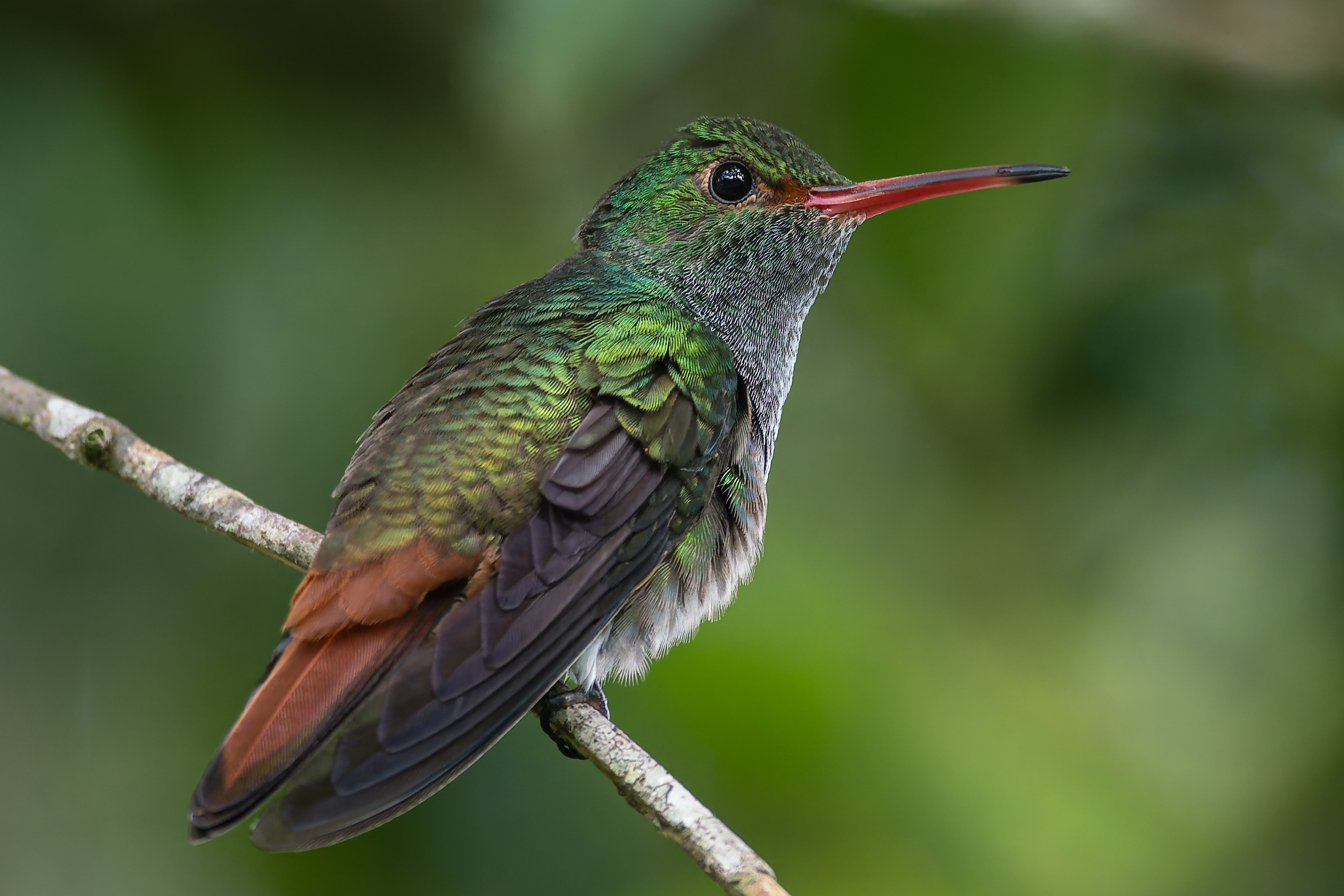